# 高木町 (田原市)
高木町（たかきちょう）は、愛知県田原市の地名。24の小字が設置されている。

## 地理
旧渥美町中央北部に位置する。東は石神町、西は古田町、北は福江湾に接する。

### 字一覧
字名は以下の通りである。
| - 荒古下（あらこした） - 上野段（うえのだん） - 上野段下（うえのだんした） - 大荒古（おおあらこ） - 大堀上（おおぼりうえ） - 大堀下（おおぼりした） - 大山（おおやま） - 亀井（かめい） | - 相賀（そうが） - 中畑（なかはた） - 中畑下（なかはたした） - 中原（なかはら） - 西田（にしだ） - 破岩（はいわ） - 羽根畑（はねばた） - 羽広（はびろ） | - 東田（ひがしだ） - 東原（ひがしはら） - 尋畑（ひろはた） - 尋畑下（ひろはたした） - 宮下（みやした） - 宮ノ前（みやのまえ） - 山下（やました） - 脇荒古（わきあらこ） |

## 歴史

### 沿革
- 江戸時代 - 三河国渥美郡の幕府領の高木村として所在[7]。
- 寛永2年 - 旗本清水氏の知行地となる[7]。
- 1889年（明治22年） - 合併に伴い、清田村大字高木となる[7]。
- 1906年（明治39年） - 合併に伴い、福江町大字高木となる[7]。
- 1955年（昭和30年） - 合併に伴い、渥美町大字高木となる[7]。

## 世帯数と人口
2015年（平成27年）10月1日現在の世帯数と人口は以下の通りである。
| 町丁   | 世帯数  | 人口  |
| ------ | ------- | ----- |
| 高木町 | 144世帯 | 464人 |

### 人口の変遷
国勢調査による人口の推移
| 2005年（平成17年） | 554人 | [ 8 ] |  |
| 2010年（平成22年） | 513人 | [ 9 ] |  |
| 2015年（平成27年） | 464人 | [ 2 ] |  |

## 学区
市立小・中学校に通う場合、学区は以下の通りとなる。また、公立高等学校に通う場合の学区は以下の通りとなる。
| 番・番地等 | 小学校             | 中学校             | 高等学校 |
| ---------- | ------------------ | ------------------ | -------- |
| 全域       | 田原市立清田小学校 | 田原市立福江中学校 | 三河学区 |

## 交通
- 国道259号（田原街道）[5]

## 施設
- 豊鉄バス高木停留所[5]
- 臨済宗妙心寺派蔭凉寺[5]
- 神明社[5]

## その他

### 日本郵便
- 郵便番号 : 441-3612[3]（集配局：渥美郵便局[12]）。